# Prezes Rady Ministrów Włoch
Prezes Rady Ministrów Republiki Włoskiej – osoba kierująca Radą Ministrów Republiki Włoskiej oraz zapewniająca wykonywanie polityki Rady Ministrów w ustroju politycznym Włoch. Zwyczajowo nazywany premierem.

## Znaczenie konstytucyjne
Prezes Rady Ministrów jest organem konstytucyjnym, członkiem Rady Ministrów Republiki Włoskiej oraz osobą odpowiedzialną za przewodniczenie Radzie Ministrów. Stanowisko to przewidziane jest we włoskiej Konstytucji w art. 92, 93, 95 i 96.

## Powołanie
Przed objęciem urzędu Prezes Rady Ministrów oraz ministrowie składają ślubowanie przed Prezydentem Republiki Włoskiej. Po odebraniu przysięgi rząd zaczyna wykonywać swoje funkcje. W ciągu dziesięciu dni od powołania rząd musi wystąpić o wotum zaufania do obu izb parlamentu.

## Funkcje
Według art. 95 włoskiej Konstytucji Prezes Rady Ministrów wspiera i koordynuje działania poszczególnych ministrów, kieruje ogólną politykę rządu, jest za nią odpowiedzialny oraz utrzymuje jedność w sprawach politycznych oraz administracyjnych.
Premier przedstawia Prezydentowi Republiki Włoskiej listę powołanych ministrów i kontrasygnuje wszystkie akty mające moc prawną po podpisaniu ich przez Prezydenta Włoch.

## Oficjalne rezydencje w Rzymie
- Palazzo Chigi (siedziba rządu)[2]
- Villa Doria Pamphili (miejsce oficjalnych spotkań na najwyższym szczeblu)[3]
- Villa Madama (miejsce oficjalnych spotkań na najwyższym szczeblu; również siedziba Ministerstwa Spraw Zagranicznych)[4]

## Sztandar
Sztandar przedstawia niebieskie tło z podwójnym złotym obrzeżeniem i z godłem Republiki Włoskiej pośrodku. Stosowany jest bardzo rzadko; jego kolory (niebieski i złoty) symbolizują władzę.